# Isnogud
Isnogud (von is no good „taugt nichts / ist ein Nichtsnutz“) ist eine Comicserie, die von René Goscinny (Texte) und Jean Tabary (Zeichnungen) 1962 für die Erstausgabe der französischen Zeitschrift Record kreiert wurde. Sie spielt im mittelalterlichen Bagdad. Die Hauptfigur ist der gleichnamige hinterlistige Großwesir, der immer wieder vergeblich versucht, den Kalifen zu beseitigen, um selbst den Thron zu besteigen.

## Inhalt
Großwesir Isnogud will unbedingt „Kalif werden anstelle des Kalifen“. Hinterlistig versucht er mit allen Mitteln, den Abbassiden-Kalifen Harun al Pussah zu beseitigen und selbst den Thron zu besteigen. Seine Attentate sind jedoch immer Fehlschläge und sorgen häufig dafür, dass er selbst der Leidtragende ist.
Ein immer wiederkehrendes Motiv ist, dass die fehlgeschlagenen Attentate dem kindlich-naiven Kalifen als Wohltaten oder außergewöhnliche Leistungen seines Großwesirs erscheinen, woraufhin Isnogud weiter in der Gunst des Kalifen steigt. Dennoch strebt Isnogud fortwährend danach, ihn zu beseitigen. Isnoguds Handlanger ist bei allen Anschlägen sein treuer Mietsklave Tunichgud (frz.: Dilat Laraht).
In verschiedenen Einzelgeschichten erscheinen die Autoren als Nebenfiguren.

## Geschichte der Serie
Ab 1968 erschienen die Geschichten auch in der Zeitschrift Pilote, spätere Geschichten wurden direkt für die Comic-Alben gezeichnet. Nach dem Tode Goscinnys 1977 führte Tabary die Serie allein weiter.
2008 erschien der erste Band ohne das Eingreifen eines der ursprünglichen Autoren als Familienproduktion von Nicolas Tabary und seinen Geschwistern Muriel und Stéphane. Nach dem Tod von Jean Tabary im Jahr 2011 verkaufte die Familie alle Rechte an der Reihe an Anne Goscinnys Verlag IMAV éditions. Seit 2012 erscheinen dort von Laurent Vassilian geschriebene und von Nicolas Tabary gezeichnete neue Bände unter dem Reihentitel Les nouvelles aventures d'Iznogoud (Die neuen Abenteuer des Großwesirs Isnogud).

## Liste der Comic-Alben
In Deutschland debütierten die Comics 1970 in dem Comic-Magazin MV-Comix des Egmont Ehapa Verlags, wo sie bis 1977 erschienen. Die Alben wurden seit 1974, anfangs noch unter dem Serientitel Die Abenteuer des Kalifen Harun al Pussah, ebenfalls von Ehapa herausgebracht. Einige Geschichten wurden später auch in Yps und der Zeitschrift Die Sprechblase abgedruckt.
Seit 1974 erschienen die Alben bei Ehapa als Softcover und – in viel kleinerer Auflage – als Hardcover. Von der französischen Originalserie gibt es inzwischen 30 Bände, wobei die ersten 14 von Goscinny getextet wurden, ebenso wie die Bände 22, 23 und 24, die erst nach dessen Tod veröffentlicht wurden. Außerdem erschien der Sammelband Seine gemeinsten Streiche, der die Bände 3, 6 und 8 enthält. Band 20 ist ein Nachdruck aus der Serie Die Alpträume des Isnogud des Boiselle-Löhmann-Verlags.
Von März 2008 bis März 2010 erschien eine neunbändige Gesamtausgabe bei der Egmont Comic Collection unter dem Titel Die gesammelten Abenteuer des Großwesirs Isnogud, die 2017 mit Band 10 und den neuen Abenteuern fortgesetzt wurde.
Die seit 2012 in Frankreich erscheinenden Neuen Abenteuer des Großwesirs Isnogud werden seit Oktober 2015 auf Deutsch in Form von Einzelalben bei dani books veröffentlicht.
Die folgenden Bände sind in Deutschland erschienen:
Legende:
Ein G vor der Bandnummer bedeutet „Die gesammelten Abenteuer des Großwesirs Isnogud“ (dt.)
Ein N vor der Bandnummer bedeutet „Die neuen Abenteuer des Großwesirs Isnogud“ (dt.)
| Französische Ausgabe | Französische Ausgabe                     | Französische Ausgabe                      | Französische Ausgabe   | Französische Ausgabe | Deutsche Ausgabe | Deutsche Ausgabe                            | Deutsche Ausgabe |
| Band                 | Titel                                    | Text                                      | Zeichnung              | Jahr                 | Band             | Titel                                       | Jahr             |
| -------------------- | ---------------------------------------- | ----------------------------------------- | ---------------------- | -------------------- | ---------------- | ------------------------------------------- | ---------------- |
| 1                    | Le Grand Vizir Iznogoud                  | René Goscinny                             | Jean Tabary            | 1966                 | 1                | Isnogud der Großwesir                       |                  |
| 2                    | Les Complots du grand vizir Iznogoud     | René Goscinny                             | Jean Tabary            | 1967                 | 2                | Der bitterböse Großwesir Isnogud            |                  |
| 3                    | Iznogoud et les vacances du Calife       | René Goscinny                             | Jean Tabary            | 1968                 | 3                | Gefährliche Ferien                          |                  |
| 4                    | Iznogoud l'infâme                        | René Goscinny                             | Jean Tabary            | 1969                 | 4                | Die infamen Streiche des Großwesirs Isnogud |                  |
| 5                    | Des astres pour Iznogoud                 | René Goscinny                             | Jean Tabary            | 1969                 | 5                | Isnoguds Sternstunden                       |                  |
| 6                    | Iznogoud et l'Ordinateur magique         | René Goscinny                             | Jean Tabary            | 1970                 | 6                | Die Zauberkiste                             |                  |
| 7                    | Une carotte pour Iznogoud                | René Goscinny                             | Jean Tabary            | 1971                 | 7                | Ein Möhrchen für Isnogud                    |                  |
| 8                    | Le Jour des fous                         | René Goscinny                             | Jean Tabary            | 1972                 | 8                | Isnogud und der Narrentag                   |                  |
| 9                    | Iznogoud et le Tapis magique             | René Goscinny                             | Jean Tabary            | 1973                 | 9                | Der Zauberteppich                           |                  |
| 10                   | Iznogoud l'acharné                       | René Goscinny                             | Jean Tabary            | 1974                 | 10               | Isnogud der Listige                         |                  |
| 11                   | La Tête de turc d'Iznogoud               | René Goscinny                             | Jean Tabary            | 1975                 | 11               | Der Sündenbock                              |                  |
| 12                   | Le Conte de fées d'Iznogoud              | René Goscinny                             | Jean Tabary            | 1976                 | 12               | Feenzauber um Isnogud                       |                  |
| 13                   | Je veux être calife à la place du calife | René Goscinny & Jean Tabary               | Jean Tabary            | 1978                 | 15               | Ich will Kalif werden anstelle des Kalifen  |                  |
| 14                   | Les Cauchemars d'Iznogoud - Tome 1       | René Goscinny                             | Jean Tabary            | 1979                 | 20               | Düstere Aussichten                          |                  |
| 15                   | L'Enfance d'Iznogoud                     | Jean Tabary                               | Jean Tabary            | 1981                 | 13               | Isnoguds Kindheit                           |                  |
| 16                   | Iznogoud et les Femmes                   | Jean Tabary                               | Jean Tabary            | 1983                 | 14               | Isnogud und die Frauen                      |                  |
| 17                   | Les Cauchemars d'Iznogoud - Tome 4       | Alain Buhler                              | Jean Tabary            | 1984                 | 24               | Die Nervenkrisen des Isnogud                |                  |
| 18                   | Le Complice d'Iznogoud                   | Jean Tabary                               | Jean Tabary            | 1985                 | 16               | Isnoguds Komplize                           |                  |
| 19                   | L'Anniversaire d'Iznogoud                | Jean Tabary                               | Jean Tabary            | 1987                 | 17               | Isnoguds Geburtstag                         |                  |
| 20                   | Iznogoud enfin calife!                   | Jean Tabary                               | Jean Tabary            | 1989                 | 18               | Endlich Kalif?!                             |                  |
| 21                   | Le Piège de la sirène                    | Jean Tabary                               | Jean Tabary            | 1992                 | 19               | Ruchlose Machenschaften                     |                  |
| 22                   | Les Cauchemars d'Iznogoud - Tome 2       | René Goscinny                             | Jean Tabary            | 1994                 | 22               | Die Alpträume des Isnogud                   |                  |
| 23                   | Les Cauchemars d'Iznogoud - Tome 3       | René Goscinny & Alain Buhler              | Jean Tabary            | 1994                 | 23               | Die Wahnvorstellungen des Isnogud           |                  |
| 24                   | Les Retours d'Iznogoud                   | René Goscinny & Jean Tabary               | Jean Tabary            | 1994                 | 21               | Isnoguds Rückkehr                           |                  |
| 25                   | Qui a tué le calife?                     | Jean Tabary                               | Jean Tabary            | 1998                 | G 9              | Wer hat den Kalifen umgebracht?             | 2010             |
| 26                   | Un Monstre sympathique                   | Jean Tabary                               | Jean Tabary            | 2000                 | G 9              | Ein furchtbar sympathischer Kerl            | 2010             |
| 27                   | La Faute de l'ancêtre                    | Jean Tabary                               | Jean Tabary            | 2004                 | G 9              | Die Schuld der Vorfahren                    | 2010             |
| 28                   | Les Mille et Une Nuits du Calife         | Muriel Tabary-Dumas & Stéphane Tabary     | Nicolas Tabary         | 2008                 | G 10             | Tausendundeine Nacht für den Kalifen        | 2009             |
| 29                   | Iznogoud président                       | Nicolas Canteloup & Laurent Vassilian     | Nicolas Tabary         | 2012                 | N 1              | Präsident Isnogud                           | 2015             |
| 30                   | De père en fils!                         | Laurent Vassilian                         | Nicolas Tabary         | 2015                 | N 2              | Wie der Vater, so der Sohn!                 | 2017             |
| 31                   | Moi, Calife …                            | Jul & Laurent Vassilian & Olivier Andrieu | Nicolas Tabary & Elric | 2021                 | N 3              | Ich als Kalif …                             | 2023             |
| 32                   | Des Bougies pour Iznogoud                | Olivier Andrieu                           | Elric                  | 2022                 | N 4              | Kerzen für Isnogud                          | 2025             |

## Chronologische Reihenfolge der Isnogud-Geschichten
| Jahr | Band | Französischer Titel | Text                                  | Zeichnung      | Deutscher Titel                                        | Seiten |
| ---- | ---- | --- | ------------------------------------- | -------------- | ------------------------------------------------------ | ------ |
| 1962 | G 2  | Incognito | René Goscinny                         | Jean Tabary    | Inkognito (Urfassung)                                  | 12     |
| 1962 | G 2  | Diese Fassung ist bis jetzt nur in "Die gesammelten Abenteuer des Großwesirs Isnogud Band 2" erschienen. |                                       |                |                                                        |        |
| 1962 | G 2  | Le Tapis Magique | René Goscinny                         | Jean Tabary    | Der Zauberteppich (Urfassung)                          | 12     |
| 1962 | G 2  | Diese Fassung ist bis jetzt nur in "Die gesammelten Abenteuer des Großwesirs Isnogud Band 2" erschienen. |                                       |                |                                                        |        |
| 1962 | 11   | Le Potion du Cheik | René Goscinny                         | Jean Tabary    | Der Trank des Scheiks                                  | 8      |
| 1962 | 1    | Les Hommes de main | René Goscinny                         | Jean Tabary    | Hand in Hand                                           | 8      |
| 1963 | 9    | La chasse au tigre | René Goscinny                         | Jean Tabary    | Auf Tigerjagd                                          | 8      |
| 1963 | 4    | L'invisible menace | René Goscinny                         | Jean Tabary    | Die unsichtbare Bedrohung                              | 8      |
| 1963 | 1    | Un sosie | René Goscinny                         | Jean Tabary    | Der Doppelgänger                                       | 8      |
| 1963 | 10   | La flûte á toutous | René Goscinny                         | Jean Tabary    | Hast du Töne                                           |        |
| 1964 | 8    | Le labyrinthe | René Goscinny                         | Jean Tabary    | Das Labyrinth                                          | 8      |
| 1964 | 1    | Voyage officiel | René Goscinny                         | Jean Tabary    | Der Staatsbesuch                                       | 8      |
| 1964 | 2    | Le pique-nique | René Goscinny                         | Jean Tabary    | Das Picknick                                           | 8      |
| 1964 | 10   | | René Goscinny                         | Jean Tabary    | Duft des Vergessens                                    |        |
| 1964 | 1    | Le génie | René Goscinny                         | Jean Tabary    | Der Dschinni                                           | 8      |
| 1965 | 1    | L'îsle des géants | René Goscinny                         | Jean Tabary    | Die Insel der Riesen                                   | 8      |
| 1965 | 24   | Les retours d'iznogoud "Le Tapis Magique" | René Goscinny                         | Jean Tabary    | Isnoguds Rückkehr zu „Der Zauberteppich“               | 2      |
| 1965 | 24   | Fortsetzung zur Neufassung der Geschichte "Der Zauberteppich". |                                       |                |                                                        |        |
| 1965 | 1    | Les hommes de main | René Goscinny                         | Jean Tabary    | Die Mongolenhorde                                      | 8      |
| 1965 | 24   | Les retours d'iznogoud "Le Potion du Cheik" | René Goscinny                         | Jean Tabary    | Isnoguds Rückkehr zu „Der Trank des Scheiks“           | 2      |
| 1965 | 24   | Fortsetzung der Geschichte "Der Trank des Scheiks". |                                       |                |                                                        |        |
| 1965 | 2    | | René Goscinny                         | Jean Tabary    | Es quackt im Kalifat                                   | 8      |
| 1965 | 6    | | René Goscinny                         | Jean Tabary    | Der fürchterliche Vergolder                            | 8      |
| 1965 | 24   | Les retours d'iznogoud "La flûte á toutous" #1 | René Goscinny                         | Jean Tabary    | Isnoguds Rückkehr zu „Hast du Töne“ #1                 | 2      |
| 1965 | 24   | Fortsetzung der Geschichte "Hast du Töne". |                                       |                |                                                        |        |
| 1965 | 24   | Les retours d'iznogoud "Le génie" | René Goscinny                         | Jean Tabary    | Isnoguds Rückkehr zu „Der Dschinni“                    | 2      |
| 1965 | 2    | Le philtre occidental | René Goscinny                         | Jean Tabary    | Der Muckefuck                                          | 8      |
| 1965 | 24   | Les retours d'iznogoud "L'invisible menace" | René Goscinny                         | Jean Tabary    | Isnoguds Rückkehr zu „Die unsichtbare Bedrohung“       | 2      |
| 1965 | 7    | Le dodo fatal | René Goscinny                         | Jean Tabary    | Ein verhängnisvolles Nickerchen                        |        |
| 1966 | 24   | Les retours d'iznogoud "La flûte á toutous" #2 | René Goscinny                         | Jean Tabary    | Isnoguds Rückkehr zu „Hast du Töne“ #2                 | 2      |
| 1966 | 24   | Fortsetzung der Geschichte "Isnoguds Rückkehr zu "Hast du Töne" #1". |                                       |                |                                                        |        |
| 1966 | 2    | La machine à remonter le temps | René Goscinny                         | Jean Tabary    | Die Zeitmaschine                                       | 8      |
| 1966 | 24   | Les retours d'iznogoud "La machine à remonter le temps" | René Goscinny                         | Jean Tabary    | Isnoguds Rückkehr zu „Die Zeitmaschine“                | 2      |
| 1966 | 2    | Les yeux gros | René Goscinny                         | Jean Tabary    | Augenschmaus                                           | 8      |
| 1966 | 24   | | René Goscinny                         | Jean Tabary    | Isnoguds Rückkehr zu „Die Insel der Riesen“            | 2      |
| 1966 | 3    | Les vacancds d'été ou tas d'attentats | René Goscinny                         | Jean Tabary    | Sommerferien                                           | 10     |
| 1966 | 6    | Le Sceptre du Calife | René Goscinny                         | Jean Tabary    | Der große Talisman des Kalifen                         |        |
| 1966 | 24   | | René Goscinny                         | Jean Tabary    | Isnoguds Rückkehr zu „Augenschmaus“                    | 2      |
| 1966 | 3    | Sports dans le califat | René Goscinny                         | Jean Tabary    | Winterferien                                           | 10     |
| 1967 | 24   | | René Goscinny                         | Jean Tabary    | Isnoguds Rückkehr zu „Hand in Hand“                    | 2      |
| 1967 | 4    | Le Diamant de malheur | René Goscinny                         | Jean Tabary    | Der Unglücksdiamant                                    | 8      |
| 1967 | 24   | | René Goscinny                         | Jean Tabary    | Isnoguds Rückkehr zu „Der Unglücksdiamant“             | 2      |
| 1967 | 2    | Chassé croisé | René Goscinny                         | Jean Tabary    | Hin und her, kreuz und quer                            | 8      |
| 1967 | 3    | La croisière du calife | René Goscinny                         | Jean Tabary    | Der Kalif auf Kreuzfahrt                               | 10     |
| 1967 | 24   | | René Goscinny                         | Jean Tabary    | Isnoguds Rückkehr zu „Hin und her, kreuz und quer“     | 2      |
| 1967 | 7    | Crime glacé ou Ice cream | René Goscinny                         | Jean Tabary    | Eiskaltes Verbrechen                                   |        |
| 1967 | 3    | La bonbonne de Gazbutahn | René Goscinny                         | Jean Tabary    | Die Flasche des Herrn Gasbutan                         | 10     |
| 1968 | 5    | Le talisman du tartare | René Goscinny                         | Jean Tabary    | Der Tartaren-Talisman                                  |        |
| 1968 | 4    | La Figurine magique | René Goscinny                         | Jean Tabary    | Das Zauberpüppchen                                     | 8      |
| 1968 | 4    | Le Mystérieux colleur d'affiche | René Goscinny                         | Jean Tabary    | Der geheimnisvolle Plakatkleber                        | 10     |
| 1968 | 4    | Le dissolvant malfaisant | René Goscinny                         | Jean Tabary    | Ein Dschinni löst Probleme                             | 8      |
| 1968 | 5    | Chapeau! | René Goscinny                         | Jean Tabary    | Hut ab!                                                |        |
| 1969 | 5    | L'élève d'Iznogoud | René Goscinny                         | Jean Tabary    | Isnoguds Schüler                                       |        |
| 1969 | 5    | Des astres pour Iznogoud | René Goscinny                         | Jean Tabary    | Isnoguds Raketenstart                                  |        |
| 1969 | 8    | Le défi | René Goscinny                         | Jean Tabary    | Die Herausforderung                                    |        |
| 1969 | 5    | Noirs dessins | René Goscinny                         | Jean Tabary    | Schwarzmalereien                                       | 8      |
| 1970 | 6    | La route qui ne va nulle part | René Goscinny                         | Jean Tabary    | Die Straße nach Nirgendwo                              | 8      |
| 1970 | 6    | L'onguent mystérieux | René Goscinny                         | Jean Tabary    | Die geheimnisvolle Salbe                               | 8      |
| 1970 | 6    | L'Ordinateur magique | René Goscinny                         | Jean Tabary    | Die Zauberkiste                                        | 8      |
| 1970 | 7    | Magie-fiction | René Goscinny                         | Jean Tabary    | Weltraumzauber                                         |        |
| 1971 | 7    | Une carotte pour Iznogoud | René Goscinny                         | Jean Tabary    | Ein Mörchen für Isnogud                                | 20     |
| 1972 | 8    | Le Jour des fous | René Goscinny                         | Jean Tabary    | Der Narrentag                                          |        |
| 1972 | 8    | Élections dans le Califat | René Goscinny                         | Jean Tabary    | Wahl im Kalifat                                        |        |
| 1972 | 8    | Incognito | René Goscinny                         | Jean Tabary    | Inkognito                                              |        |
| 1973 | 9    | La boîte à souvenir | René Goscinny                         | Jean Tabary    | Das Souvenirkästchen                                   |        |
| 1973 | 9    | Le Tapis Magique | René Goscinny                         | Jean Tabary    | Der Zauberteppich                                      |        |
| 1974 | 10   | | René Goscinny                         | Jean Tabary    | Himmel und Hölle                                       |        |
| 1974 | 10   | | René Goscinny                         | Jean Tabary    | Der magische Katalog                                   |        |
| 1974 | 14   | Les Cauchemars d'Iznogoud - Tome 1 | René Goscinny                         | Jean Tabary    | Düstere Aussichten                                     |        |
| 1974 | 14   | Tagesaktuelle Zeitungsstrips. |                                       |                |                                                        |        |
| 1974 | 10   | | René Goscinny                         | Jean Tabary    | Andenkeninsel                                          |        |
| 1975 | 11   | | René Goscinny                         | Jean Tabary    | Der magische Kalender                                  |        |
| 1975 | 11   | | René Goscinny                         | Jean Tabary    | Ein Gesang, der erstarren lässt                        |        |
| 1975 | 11   | La Tête de Turc d'Iznogoud | René Goscinny                         | Jean Tabary    | Der Türkenkopf                                         |        |
| 1975 | 22   | Les Cauchemars d'Iznogoud - Tome 2 | René Goscinny                         | Jean Tabary    | Die Albträume des Isnogud                              |        |
| 1975 | 22   | Tagesaktuelle Zeitungsstrips. |                                       |                |                                                        |        |
| 1976 | 12   | | René Goscinny                         | Jean Tabary    | Das Zauberbett                                         |        |
| 1976 | 12   | | René Goscinny                         | Jean Tabary    | Wahlspiegel                                            |        |
| 1976 | 12   | | René Goscinny                         | Jean Tabary    | Magische Minaretts                                     |        |
| 1976 | 12   | Confe de fées | René Goscinny                         | Jean Tabary    | Einfach fabelhaft                                      |        |
| 1977 | 13   | Scandale à Bagdad | René Goscinny                         | Jean Tabary    | Skandal in Bagdad                                      |        |
| 1977 | 13   | Letzte Geschichte welche noch zu René Goscinnys Lebzeiten veröffentlicht wurde. |                                       |                |                                                        |        |
| 1977 | 23   | Les Cauchemars d'Iznogoud - Tome 3 | René Goscinny & Alain Buhler          | Jean Tabary    | Die Wahnvorstellungen des Isnogud                      |        |
| 1977 | 23   | Tagesaktuelle Zeitungsstrips. |                                       |                |                                                        |        |
| 1977 | 13   | Revenant de la revue | René Goscinny                         | Jean Tabary    | Der Apell-Geist                                        |        |
| 1978 | 13   | Le Musée de cire | René Goscinny                         | Jean Tabary    | Wachsfiguren-Kabinett                                  |        |
| 1978 | 13   | Les oeufs d'Ur | René Goscinny                         | Jean Tabary    | Eier aus Ur                                            |        |
| 1978 | 13   | Letzte von René Goscinny getextete Geschichte. |                                       |                |                                                        |        |
| 1978 | 17   | Les Cauchemars d'Iznogoud - Tome 4 | Alain Buhler                          | Jean Tabary    | Die Nervenkrisen des Isnogud                           |        |
| 1978 | 17   | Tagesaktuelle Zeitungsstrips. |                                       |                |                                                        |        |
| 1978 | 13   | Le Coussin Goulu | Jean Tabary                           | Jean Tabary    | Das Paradekissen                                       |        |
| 1981 | 15   | L'Enfance d'Iznogoud | Jean Tabary                           | Jean Tabary    | Isnoguds Kindheit                                      | 46     |
| 1981 | 15   | Erste Albenlange Geschichte der Serie und ist mit 46 Seiten das längste Abenteuer. |                                       |                |                                                        |        |
| 1983 | 16   | Iznogoud et les Femmes | Jean Tabary                           | Jean Tabary    | Isnogud und die Frauen                                 |        |
| 1985 | 18   | Le Complice d'Iznogoud | Jean Tabary                           | Jean Tabary    | Isnoguds Komplize                                      | 44     |
| 1985 | 18   | Jean Tabary übermalte für die deutschen Fassung die Figur des H 1889 (Adolf Hitler) mit der Figur B 1492 (Alexander VI.). Die Originalfassung ist auf Deutsch erstmals 2009 in der Gesamtausgabe erschienen. |                                       |                |                                                        |        |
| 1987 | 19   | L'Anniversaire d'Iznogoud | Jean Tabary                           | Jean Tabary    | Isnoguds Geburtstag                                    | 44     |
| 1989 | 20   | Iznogoud enfin calife! | Jean Tabary                           | Jean Tabary    | Endlich Kalif?!                                        | 44     |
| 1992 | 21   | Le Piège de la sirène | Jean Tabary                           | Jean Tabary    | Die Falle der Sirenen                                  | 14     |
| 1992 | 21   | Les Babouches Galopantes d'Iznogoud | Jean Tabary                           | Jean Tabary    | Die Flitzpampuschen des Großwesirs Isnogud             | 16     |
| 1992 | 21   | La craie noire d'Iznogud | Jean Tabary                           | Jean Tabary    | Die Ruchlosen Machenschaften des Isnogud               | 14     |
| 1994 | 24   | | Jean Tabary                           | Jean Tabary    | Isnoguds Rückkehr zu „Es quackt im Kalifat“            | 2      |
| 1994 | 24   | Fortsetzung der Geschichte "Es quackt im Kalifat". |                                       |                |                                                        |        |
| 1994 | 24   | Les retours d'iznogoud "Le labyrinthe" | Jean Tabary                           | Jean Tabary    | Isnoguds Rückkehr zu „Das Labyrinth“                   | 2      |
| 1994 | 24   | Fortsetzung der Geschichte "Das Labyrinth". |                                       |                |                                                        |        |
| 1994 | 24   | Les retours d'iznogoud "La flûte á toutous" #3 | Jean Tabary                           | Jean Tabary    | Isnoguds Rückkehr zu „Hast du Töne?“ #3                | 2      |
| 1994 | 24   | Fortsetzung der Geschichte "Isnoguds Rückehr zu "Hast du Töne" #2". |                                       |                |                                                        |        |
| 1994 | 24   | Les retours d'iznogoud "Le voyage officiel" | Jean Tabary                           | Jean Tabary    | Isnoguds Rückkehr zu „Der Staatsbesuch“                | 2      |
| 1994 | 24   | Fortsetzung der Geschichte "Der Staatsbesuch". |                                       |                |                                                        |        |
| 1994 | 24   | Les retours d'iznogoud "Des astres pour Iznogoud" | Jean Tabary                           | Jean Tabary    | Isnoguds Rückkehr zu „Isnoguds Raketenstart“           | 2      |
| 1994 | 24   | | Jean Tabary                           | Jean Tabary    | Isnoguds Rückkehr zu „Der große Talisman des Kalifen“  | 2      |
| 1994 | 24   | | Jean Tabary                           | Jean Tabary    | Isnoguds Rückkehr zu „Ein Dschinni löst Probleme“      | 2      |
| 1994 | 24   | | Jean Tabary                           | Jean Tabary    | Isnoguds Rückkehr zu „Der fürchterliche Vergolder“     | 2      |
| 1994 | 24   | | Jean Tabary                           | Jean Tabary    | Isnoguds Rückkehr zu „Der geheimnisvolle Plakatkleber“ | 2      |
| 1994 | 24   | Fortsetzung der Geschichte "Der geheimnisvolle Plakatkleber". |                                       |                |                                                        |        |
| 1994 | 24   | | Jean Tabary                           | Jean Tabary    | Isnoguds Rückkehr zu „Andenkeninsel“                   | 2      |
| 1994 | 24   | Fortsetzung der Geschichte "Andenkeninsel". |                                       |                |                                                        |        |
| 1998 | 25   | Qui a tué le calife? | Jean Tabary                           | Jean Tabary    | Wer hat den Kalifen umgebracht?                        | 44     |
| 2000 | 26   | Un Monstre sympathique | Jean Tabary                           | Jean Tabary    | Ein furchtbar sympathischer Kerl                       | 44     |
| 2004 | 27   | La Faute de l'ancêtre | Jean Tabary                           | Jean Tabary    | Die Schuld der Vorfahren                               | 44     |
| 2004 | 27   | Letzte Geschichte von Jean Tabary. |                                       |                |                                                        |        |
| 2008 | 28   | Les Mille et Une Nuits du Calife | Stéphane Tabary & Muriel Tabary-Dumas | Nicolas Tabary | Tausendundeine Nacht für den Kalifen                   | 44     |
| 2008 | 28   | Letzte Geschichte welche noch zu Jean Tabarys Lebzeiten veröffentlicht wurde. |                                       |                |                                                        |        |
| 2012 | 29   | Iznogoud président | Laurent Vassilian & Nicolas Canteloup | Nicolas Tabary | Präsident Isnogud                                      | 44     |
| 2015 | 30   | De père en fils! | Laurent Vassilian                     | Nicolas Tabary | Wie der Vater, so der Sohn!                            | 44     |
| 2021 | 31   | Iznogoud et le contrat de calife | Jul                                   | Nicolas Tabary | Isnogud und der Kalifenkontrakt                        | 8      |
| 2021 | 31   | Erste Kurzgeschichte seit 1978. |                                       |                |                                                        |        |
| 2021 | 31   | | Laurent Vassilian                     | Nicolas Tabary | Der Glückstag                                          | 8      |
| 2021 | 31   | Échec et Mat | Olivier Andrieu                       | Nicolas Tabary | Schach und Matt                                        | 8      |
| 2021 | 31   | Letzte von Nicolas Tabary gezeichnete Geschichte. |                                       |                |                                                        |        |
| 2021 | 31   | | Olivier Andrieu                       | Elric          | Die Kalifenprüfung                                     | 8      |
| 2021 | 31   | | Olivier Andrieu                       | Elric          | Das Bildnis des grauen Dschinns                        | 8      |
| 2021 | –    | Iznogoud commente l’actualité | Olivier Andrieu                       | Elric          | –                                                      |        |
| 2021 | –    | Tagesaktuelle Zeitungsstrips und noch nicht in Albenform erschienen. |                                       |                |                                                        |        |
| 2022 | 32   | Le Trône Enchanté | Olivier Andrieu                       | Elric          | Der verzauberte Thron                                  | 8      |
| 2022 | 32   | L’amour est dans le prêt | Olivier Andrieu                       | Elric          | Die Höhle des Löwen                                    | 6      |
| 2022 | 32   | Les sphères magiques | Olivier Andrieu                       | Elric          | Die magischen Kugeln                                   | 8      |
| 2022 | 32   | Le Fakir Rouayââl | Olivier Andrieu                       | Elric          | Der Fakir Ruayaal                                      | 8      |
| 2022 | 32   | Des Bougies pour Iznogoud | Olivier dAndrieu                      | Elric          | Kerzen für Isnogud                                     | 9      |
| 2025 | 33   | Les Casques de réalite Magique | Clement Lemoine & Michael Baril       | Elric          | –                                                      | 8      |

## Verfilmung
Das ursprünglich geplante Projekt einer Verfilmung mit Louis de Funès in der Hauptrolle wurde nach dem Tod von René Goscinny fallen gelassen.
1995 entstand eine 26-teilige Zeichentrickserie, in der Geschichten aus den Comics verfilmt wurden. Einige Details wurden dabei verändert, beispielsweise tauchen im Gegensatz zu den Comics keine Behinderten (Einbeinige etc.) auf. Seit April 2009 sind die 26 Doppelepisoden auf Deutsch auf drei DVDs erhältlich.
| 01 | Das Zauberbett                 | Hut Ab!                         |
| 02 | Der magische Katalog           | Himmel und Hölle                |
| 03 | Isnoguds Raketenstart          | Isnoguds Schüler                |
| 04 | Augenschmaus                   | Die Zeitmaschine                |
| 05 | Es quakt im Kalifat            | Die Flasche des Herrn Gasbutan  |
| 06 | Der Staatsbesuch               | Der geheimnisvolle Plakatkleber |
| 07 | Das Picknick                   | Der Doppelgänger                |
| 08 | Der Muckefuck                  | Der Dschinni                    |
| 09 | Der fürchterliche Vergolder    | Inkognito                       |
| 10 | Hast du Töne                   | Die Zauberkiste                 |
| 11 | Der Unglücksdiamant            | Weltraumzauber                  |
| 12 | Die Herausforderung            | Die Schlittenfahrt im Kalifat   |
| 13 | Der Kalif auf Kreuzfahrt       | Ein verhängnisvolles Nickerchen |
| 14 | Die Insel der Riesen           | Skandal in Bagdad               |
| 15 | Wahl im Kalifat                | Das Wachsfigurenkabinett        |
| 16 | Der Wahlspiegel                | Duft des Vergessens             |
| 17 | Der Tataran-Talisman           | Einfach Fabelhaft               |
| 18 | Hin und Her und Kreuz und Quer | Der Türkenkopf                  |
| 19 | Sommerferien                   | Der große Talisman des Kalifen  |
| 20 | Der Trank des Scheichs         | Der Narrentag                   |
| 21 | Schwarzmalereien               | Die geheimnisvolle Salbe        |
| 22 | Eier aus Ur                    | Die Straße nach Nirgendwo       |
| 23 | Die unsichtbare Bedrohung      | Der Zauberteppich               |
| 24 | Das Souvenir-Kästchen          | Andenkeninsel                   |
| 25 | Das Labyrinth                  | Ein Dschinni löst Probleme      |
| 26 | Auf Tigerjagd                  | Das Zauberpüppchen              |

Am 9. Februar 2005 erschien in den französischen Kinos ein Realfilm unter dem Titel Isnogud – Der bitterböse Großwesir mit Michaël Youn als Isnogud und Jacques Villeret als Kalif Harun al Pussah. In einer Nebenrolle trat die Sängerin Sofia Essaïdi auf.

## Schreibweise in verschiedenen Sprachen
Französischer Originaltitel: Iznogoud
Deutsch: Isnogud
Englisch: Iznogoud
Finnisch: Ahmed Ahne („Ahmed der Gierige“)
Griechisch: Ιζνογκούντ (Isnogúd)
Isländisch: Fláráður Stórvesír („Großwesir Ränkevoll“)
Niederländisch: Iznogoedh
Norwegisch: Iznogood
Spanisch: El gran visir Iznogud

## Parodien und Referenzen
In Anlehnung an das Original entstanden Parodien, wie beispielsweise im Satireblatt Titanic mit Schröder als Harun al Pussah und Müntefering als Isnogud.
In Frankreich ist calife à la place du calife („Kalif anstelle des Kalifen“) in den allgemeinen Sprachgebrauch eingeflossen als Ausdruck für jemanden, der vergeblich versucht, etwas Bestimmtes zu erreichen. Seit 1992 gibt es in Frankreich den Negativpreis Prix Iznogoud, der an Personen der französischen Gesellschaft verliehen wird, die an einem bestimmten, ambitionierten Vorhaben gescheitert sind.